# Duke Nukem (série)
Duke Nukem é uma série de jogos eletrônicos do gênero de tiro em primeira pessoa e de survival horror, nomeada em homenagem ao seu personagem principal, Duke Nukem. Criada pela empresa Apogee Software Ltd. (agora 3D Realms) como uma série de jogos para computadores pessoais, a série se expandiu para jogos lançados para vários consoles por desenvolvedores terceirizados. Os dois primeiros jogos da série principal eram de plataformas 2D, enquanto os jogos posteriores foram a maioria de tiro em primeira pessoa, como os jogos Duke Nukem 3D e Duke Nukem Forever.
Em 2010, os direitos da série foram adquiridos pela Gearbox Software, que concluiu o desenvolvimento de Duke Nukem Forever e o lançou em 10 de junho de 2011 na Europa e Austrália e em 14 de junho de 2011 na América do Norte. A franquia gerou mais de US$ 1 bilhão em receita até 2001.

## Jogos publicados

### Série principal
| Jogo                                       | Ano  | Plataformas |
| ------------------------------------------ | ---- | --- |
| Duque Nukem                                | 1991 | MS-DOS, Windows (2012), OS X (2013) |
| Duque Nukem II                             | 1993 | MS-DOS, Windows (2012), OS X (2013), iOS (2013) |
| Duke Nukem 3D                              | 1996 | MS-DOS, Game.com (1997), MacOS (1997), Sega Saturn (1997), PlayStation (1997) portado como Duke Nukem: Total Meltdown, Nintendo 64 (1997), Sega Mega Drive (somente Brasil) (1998), Xbox Live Arcade (2008), iOS (2009), Android (2011), Steam (Windows, MacOS X e Linux ) (2013), PlayStation 3, PlayStation Vita (2015) |
| Duke Nukem Forever                         | 2011 | Windows, OS X, PlayStation 3, Xbox 360 |
| Duke Nukem 3D: 20th Anniversary World Tour | 2016 | Xbox One, PlayStation 4 (2016), Nintendo Switch (2020) |

Os primeiros jogos da série foram desenvolvidos pela Apogee Software, que em 1996 mudou a marca para 3D Realms. O jogo original, Duke Nukem, foi lançado em 1991. É um jogo de plataforma bidimensional para o IBM PC e apresenta gráficos EGA de 320×200 e 16 cores com rolagem vertical e horizontal. O jogo original tem três episódios, o primeiro distribuído como shareware. Quando a Apogee soube que o nome "Duke Nukem" poderia já ter sido registrado para o personagem Duke Nukem da série de televisão Captain Planet and the Planeteers, eles o mudaram para Duke Nukum para a revisão 2.0. O nome foi posteriormente determinado como não sendo registrado, então a grafia Duke Nukem foi restaurada para Duke Nukem II e todos os jogos Duke sucessivos. 
A sequência, Duke Nukem II, é mais de quatro vezes maior e aproveitou gráficos de 256 cores Video Graphics Array (VGA), música Musical Instrument Digital Interface (MIDI) e som digitalizado. Enquanto o jogo usa três paletas diferentes de 16 cores, apenas 16 cores são realmente usadas na tela ao mesmo tempo.
O terceiro jogo da série, é o jogo de tiro em primeira pessoa (FPS) Duke Nukem 3D, lançado em 1996. Como a maioria dos jogos FPS da época, Duke Nukem 3D apresenta ambientes tridimensionais com sprites bidimensionais representando armas, inimigos e objetos de fundo quebráveis. Duke Nukem 3D foi lançado para MS-DOS, MacOS, PlayStation, Sega Saturn, Sega Genesis/Mega Drive, Nintendo 64, Game.com e mais tarde, relançado em 2008 para Xbox Live Arcade e para iOS e Nokia N900 em 2009. Duke Nukem 3D tem mais de uma dúzia de pacotes de expansão.
A parcela mais recente da série principal do jogo, Duke Nukem Forever, foi adiada por mais de uma década após o anúncio inicial em abril de 1997, levando a ser chamada de vaporware. O desenvolvimento inicial começou na 3D Realms, mas em 2009, a 3D Realms foi forçada a demitir muitos de seus funcionários, e o desenvolvimento de Duke Nukem Forever estagnou. A Take-Two Interactive, que publicaria o jogo, processou a 3D Realms por não entregar o jogo, o que foi resolvido em 2010. A Gearbox Software teve contato próximo com muitos dos funcionários demitidos da 3D Realms e os contratou discretamente para continuar seu desenvolvimento como Triptych Games. A 3D Realms vendeu os direitos de Duke Nukem para a Gearbox em 2010. O jogo foi lançado oficialmente em 10 de junho de 2011.

### Spin-offs
| Jogo                          | Lançado | Plataformas                                                                 |
| ----------------------------- | ------- | --------------------------------------------------------------------------- |
| Duke Nukem: Time to Kill      | 1998    | PlayStation                                                                 |
| Duke Nukem: Zero Hour         | 1999    | Nintendo 64                                                                 |
| Duke Nukem: Land of the Babes | 2000    | PlayStation                                                                 |
| Duke Nukem: Manhattan Project | 2002    | Windows, Xbox Live Arcade (2010), Steam (Windows e OS X) (2013), iOS (2014) |

### Jogos portáteis
| Jogo                                 | Lançado | Plataformas      |
| ------------------------------------ | ------- | ---------------- |
| Duque Nukem                          | 1999    | Game Boy Color   |
| Duke Nukem Advance                   | 2002    | Game Boy Advance |
| Duke Nukem Mobile                    | 2004    | Zodíaco Tapwave  |
| Duke Nukem Mobile                    | 2004    | Celular          |
| Duke Nukem Mobile II: Bikini Project | 2005    | Celular          |
| Duke Nukem Arena                     | 2007    | Celular          |
| Duke Nukem: Critical Mass            | 2011    | Nintendo DS      |

### Jogos cancelados
Um dos primeiros projetos a ser anunciado após o sucesso de Duke Nukem 3D foi um retorno ao formato de plataforma side-scrolling 2D de Duke Nukem para um jogo chamado Duke Nukem 4 Ever. O projeto foi dirigido por Keith Schuler, designer principal e programador dos jogos Paganitzu e Realms of Chaos , e um designer de níveis para o Plutonium PAK.
O 2D 4 Ever foi planejado para combinar muitos dos novos conceitos de Duke Nukem 3D com o estilo antigo de jogo dos dois primeiros jogos da série. O visual, a personalidade e o arsenal de Duke do jogo de tiro recente seriam combinados com a plataforma de correr e atirar, com alguns novos objetos, incluindo um dispositivo de camuflagem e uma arma de cinco peças chamada "heavy barrel", adicionados. Os jogadores enfrentariam os asseclas do Dr. Proton, os ciborgues Protonite, junto com outros inimigos grunhidos específicos do nível. Cada episódio terminaria com uma luta de chefe, com a última luta contra o próprio Proton. O desenvolvimento de Duke Nukem 4 Ever parou em meados de 1996, quando Keith Schuler foi transferido para trabalhar em mapas para o pacote de expansão Duke Nukem 3D. O cancelamento do jogo não foi anunciado publicamente até 1997, quando a 3D Realms decidiu reutilizar o nome para sua sequência de Duke Nukem 3D. Uma versão inicial do jogo vazou em dezembro de 2022.
Duke Nukem: Endangered Species foi anunciado em janeiro de 2001. Ele foi projetado para ser um jogo de caça onde o jogador poderia caçar de tudo, de dinossauros a cobras, usando uma versão melhorada do motor usado na série Carnivores. O jogo foi cancelado em dezembro daquele ano. A empresa que estava desenvolvendo o jogo, a desenvolvedora ucraniana Action Forms, mais tarde desenvolveu seu próprio jogo, Vivisector: Beast Within (originalmente intitulado Vivisector: Creatures of Doctor Moreau), em vez disso. Em 2023, uma construção de desenvolvimento e documentos de design vazaram online.
Um jogo para PlayStation 2 chamado Duke Nukem D-Day (também conhecido como Duke Nukem: Man of Valor), foi anunciado em 1999. Era conhecido por ter tido um dos mais longos ciclos de desenvolvimento de qualquer título da considerável história do PlayStation 2. Há muito rumores de implementar a mesma tecnologia que impulsionou a versão para PC do Unreal, o jogo às vezes erroneamente chamado de Duke Nukem Forever PS2 (este título de console não faria parte do jogo para PC e, em vez disso, era uma nova criação do desenvolvedor n-Space), lutou consistentemente com atrasos, muitas vezes colocando em questão seu status como um jogo ativo ou cancelado. O projeto foi finalmente abandonado em 2003. 
Quando Duke Nukem Trilogy foi anunciado em 2008, pretendia-se que fosse lançado no Nintendo DS e no PlayStation Portable (PSP). Cada jogo da série teria duas versões que compartilhassem a mesma história - o jogo para Nintendo DS era um jogo de rolagem lateral, enquanto a versão para PSP seria um jogo de tiro em terceira pessoa, não muito diferente de Duke Nukem: Time to Kill. A versão para PSP foi considerada a mais voltada para adultos dos dois jogos.
Um remake de Duke Nukem 3D chamado Duke Nukem 3D: Reloaded, estava em desenvolvimento pela Interceptor Entertainment, no entanto a Gearbox Software só concederia à Interceptor uma licença privada; incapaz de obter uma licença comercial, a Interceptor abandonou o projeto.
O Interceptor estava trabalhando em um RPG de ação de cima para baixo chamado Duke Nukem: Mass Destruction para PlayStation 4 e PC; no entanto, devido a um processo da Gearbox, o personagem principal foi alterado e o jogo foi renomeado para Bombshell.
Duke Nukem Begins foi um jogo cancelado em desenvolvimento na Gearbox de 2007 a 2009; os primeiros relatos surgiram no final de 2011 de que a Gearbox Software planejava reiniciar a franquia Duke Nukem assim que Aliens: Colonial Marines estivesse completo e lançado. A existência do jogo foi revelada durante processos judiciais entre a 3D Realms e a Take-Two Interactive, o título pretendia ser uma história de origem, ilustrando como Duke se tornou a pessoa que é em jogos cronologicamente posteriores. O desenvolvimento do título começou dois meses após o acordo de outubro de 2007, com a intenção de um lançamento em meados de 2010. No entanto, o desenvolvimento foi cancelado em 2009, quase na mesma época em que a 3D Realms havia afirmado a propriedade da propriedade intelectual de Duke Nukem sobre a Gearbox. A disputa legal entre a desenvolvedora 3D Realms e a editora Take-Two Interactive sobre a não entrega de Duke Nukem Forever depois que a 3D Realms demitiu toda a equipe de desenvolvimento em 2009, revelou que as duas empresas concordaram com a produção de um jogo Duke voltado para console em outubro de 2007. A 3D Realms aceitou o acordo em troca de um adiantamento de US$ 2,5 milhões em royalties para continuar a financiar o desenvolvimento de Duke Nukem Forever. A Gearbox Software foi posteriormente revelada como a desenvolvedora do jogo. No entanto, nenhum detalhe adicional surgiu e o jogo foi silenciosamente cancelado. As filmagens de pré-lançamento do jogo foram reveladas em 2021 por um dos animadores do projeto.

### Futuro da série
Em 2015, o CEO da Gearbox, Randy Pitchford, afirmou que a empresa havia feito um trabalho conceitual inicial em um novo jogo Duke Nukem. Em 2017, um representante da Gearbox disse que não havia planos para outro título Duke Nukem.
No final de 2023, a Zen Studios anunciou uma nova adaptação digital de pinball de Duke Nukem , intitulada Duke Nukem's Big Shot Pinball, como a primeira mesa não-horror para seu jogo de pinball adulto Pinball M.